# クリティクス・チョイス・テレビジョン・アワード
クリティクス・チョイス・テレビジョン・アワード（Critics' Choice Television Awards）は、アメリカ合衆国・カナダの映画批評家で組織するクリティクス・チョイス・アソシエーション（CCA）が主催するテレビ賞。2011年に創設され、第1回授賞式は同年6月20日に開催され、VH1で中継された。2014年6月19日開催の第4回授賞では、The CWが中継している。同年10月には、A&Eが2015年と2016年開催のクリティクス・チョイス・アワード（クリティクス・チョイス・テレビジョン・アワードとクリティクス・チョイス・ムービー・アワードの総称）の独占放送権を取得した。

## 歴史
2011年に放送映画批評家協会の姉妹組織として放送テレビジャーナリスト協会が設立され、同団体がクリティクス・チョイス・テレビジョン・アワードを創設した。会長代理のジョーイ・バーリンは創設に際して、「クリティクス・チョイス・ムービー・アワードが映画賞シーズンにおいて主要な映画賞の地位を確立したように、クリティクス・チョイス・テレビジョン・アワードもテレビ業界において同様の役割を担えるものと確信しています」とコメントしている。2019年に放送テレビジャーナリスト協会と放送映画批評家協会が合併して新たにクリティクス・チョイス・アソシエーションが設立されたため、現在は同団体が二つの賞を主催している。
2016年11月、第7回授賞式に先立ち放送テレビジャーナリスト協会が『エンターテインメント・ウィークリー』とのパートナーシップ協定を締結したことを発表した直後、協会の複数の会員（『TVLine』のマイケル・オーシエロ、『バラエティ』のモーリーン・ライアン、『Yahoo! TV』のケン・タッカー、『IndieWire』のマイケル・シュナイダー）が協会からの脱退を宣言した。シュナイダーは脱退理由として、「『エンターテインメント・ウィークリー』を、多くのメディアから集まったジャーナリストたちが選考する賞の優先メディアにするという考えは異常だ。複数の報道機関が運営・取材に参加している大統領選挙討論会で、CNNがオフィシャル・パートナーに選ばれるようなものだ」と語っている。彼らに同調した批評家たちが脱退したため、放送テレビジャーナリスト協会は15-30パーセントの会員を失う事態となり、テレビで活動する批評家からインターネットで活動する批評家の会員構成比率が増加した。

## 部門

### 現行の賞
- ドラマシリーズ作品賞
- ドラマシリーズ主演男優賞
- ドラマシリーズ主演女優賞（英語版）
- ドラマシリーズ助演男優賞（英語版）
- ドラマシリーズ助演女優賞（英語版）
- コメディシリーズ作品賞
- コメディシリーズ主演男優賞（英語版）
- コメディシリーズ主演女優賞（英語版）
- コメディシリーズ助演男優賞（英語版）
- コメディシリーズ助演女優賞（英語版）
- テレビ映画/リミテッドシリーズ作品賞（英語版）
- テレビ映画/リミテッドシリーズ主演男優賞（英語版）
- テレビ映画/リミテッドシリーズ主演女優賞（英語版）
- テレビ映画/リミテッドシリーズ助演男優賞（英語版）
- テレビ映画/リミテッドシリーズ助演女優賞（英語版）
- アニメシリーズ作品賞（英語版）
- トーク番組賞（英語版）
- 外国語シリーズ作品賞
- コメディ特別賞

### 廃止された賞
- ドラマシリーズゲスト俳優賞（英語版）
- コメディシリーズゲスト俳優賞（英語版）
- 有望新シリーズ賞（英語版）
- リアリティ番組賞（英語版）
- コンペティション部門リアリティ番組賞（英語版）
- 構造化リアリティ番組賞（英語版）
- 非構造化リアリティ番組賞（英語版）
- リアリティ番組司会者賞（英語版）

## 授賞式
※第6回授賞式以降はクリティクス・チョイス・ムービー・アワードと合同開催されるようになった。
- 2010/11年 - 第1回（英語版）
- 2011/12年 - 第2回（英語版）
- 2012/13年 - 第3回（英語版）
- 2013/14年 - 第4回（英語版）
- 2014/15年 - 第5回（英語版）
- 2015年 - 第21回
- 2016年 - 第22回
- 2017年 - 第23回
- 2018年 - 第24回
- 2019年 - 第25回
- 2020年 - 第26回
- 2021年 - 第27回（英語版）
- 2022年 - 第28回
- 2023年 - 第29回
- 2024年 - 第30回